# Емельянов, Анатолий Васильевич
Анатолий Васильевич Емельянов (26 июля 1924 — 2 января 2010) — полный кавалер Ордена Славы, участник Великой Отечественной войны, командир отделения взвода пешей разведки 172-го гвардейского стрелкового полка, гвардии старшина.

## Биография
Родился 26 июля 1924 года в г. Славянске Донецкой области, Украина в семье в семье рабочего. Украинец. Член КПСС с 1966 года. До начала войны учился в средней школе. С 1941 работал токарем на Новокраматорском машиностроительном заводе. В РККА с 1943 года. Прошёл специальную подготовку в школе разведчиков. На фронте — с февраля 1943 года.
Командир отделения взвода пешей разведки 172-го гвардейского стрелкового полка (57-я гвардейская стрелковая дивизия, 8-я гвардейская армия, 3-й Украинский фронт) гвардии сержант А. В. Емельянов 17 марта 1944 года, в ходе разведки противника у села Ингулка (Баштанский район Николаевской области, Украина), с отделением уничтожил конвой и освободил 12 мирных жителей, приговоренных к расстрелу. При помощи местных жителей пленил свыше 20 гитлеровцев. 18 марта 1944 года в селе Новокрасовское (Новоодесский район Николаевской области) уничтожил 3 гитлеровцев, 2 взял в плен и доставил в штаб полка. 28 марта 1944 года награждён Орденом Славы 3-й степени.
В период боёв на Заднестровском плацдарме в районе села Войково (32 км северо-западнее города Тирасполь, Молдова), с 10 по 13 мая 1944 года, с разведчиками отразил несколько контратак противника, уничтожив до взвода пехоты. 12 июня 1944 года награждён Орденом Славы 2-й степени.
1 августа 1944 года, переправившись в числе первых через реку Висла у села Пшевуз (53 км юго-восточнее Варшавы, Польша), поразил до 10 гитлеровцев и подавил крупнокалиберный пулемёт, чем способствовал успешному форсированию реки подразделениями полка. В ночь на 8 августа 1944 года, у населённого пункта Ходков (32 км северо-западнее г. Демблин, Польша), в составе разведывательной группы, захватил «языка» с документами и доставил его в штаб полка. 24 марта 1945 года награждён Орденом Славы 1-й степени.
В июле 1945 гвардии старшина Анатолий Васильевич Емельянов демобилизован. Окончил Краматорский машиностроительный техникум, в 1951 — Харьковский инженерно-экономический институт. Кандидат экономических наук. Работал в Днепропетровском институте чёрной металлургии.
Жил в городе Днепропетровске (Украина), скончался 2 января 2010.

## Награды
- Орден Отечественной войны I степени[1].
- Орден Красной Звезды[2].
- Орден Славы I степени (№ 951)[3].
- Орден Славы II степени[4].
- Орден Славы III степени[5].
- Медаль «За боевые заслуги»[6].
- Медаль «За победу над Германией в Великой Отечественной войне 1941—1945 гг.»[7].
- Медаль «За взятие Берлина»[8].
- Медали СССР.